# 零陵站
零陵站，位于中华人民共和国湖南省永州市零陵区朝阳街道蒋家田社区，是洛湛铁路上的火车站，建于2009年，由南宁局集团管辖。

## 車站周邊
- 永州市中心医院南院

## 歷史
- 建于2009年。

## 外部連結
- 中国铁路客户服务中心 （页面存档备份，存于）